# Inga Bite
Inga Bite (ur. 1981) – łotewska prawnik i polityk, w latach 2011–2012 wiceprzewodnicząca Sejmu. 

## Życiorys
W latach 1999–2005 studiowała na studiach bakalarskich i magisterskich na Wydziale Prawa Uniwersytetu Łotewskiego. W 2009 podjęła studia doktoranckie na macierzystej uczelni. Pracowała jako asystent przewodniczącego okręgowego sądu administracyjnego, następnie członka senatu Sądu Najwyższego. 
W wyborach w 2011 uzyskała mandat posłanki na Sejm XI kadencji. 18 października 2011 została wybrana zastępcą przewodniczącej Sejmu.